# Chris Myers
Chris Myers (Miami, 15 settembre 1981) è un giocatore di football americano statunitense che gioca nel ruolo di centro per gli Houston Texans della National Football League (NFL). Fu scelto nel corso del sesto giro (200º assoluto) del Draft NFL 2005 dai Denver Broncos. Al college ha giocato a football coi Miami Hurricanes.

## Carriera professionistica

### Denver Broncos
Myers fu scelto nel corso del sesto giro del Draft 2005 dai Denver Broncos. Nella sua stagione da rookie disputò nove partite partite, nessuna delle quali come titolare. Myers divenne stabilmente titolare nell'attacco dei Broncos a partire dalla sua terza stagione da professionista nel 2007.

### Houston Texans
In qualità di restricted free agent nell'estate 2008, Myers fu coinvolto in uno scambio subito dopo la in rinnovo coi Broncos il 17 marzo. Denver gli fece firmare un contratto quadriennale del valore di 11 milioni di dollari, di cui tre milioni garantiti, e poi lo cedette agli Houston Texans in cambio di una scelta del sesto giro del Draft NFL 2008.
Dal 2008 al 2011, Myers non saltò una sola gara come titolare nei Texans e alla fine della stagione 2011 fu convocato per il suo primo Pro Bowl. Il 26 dicembre 2012 fu convocato per il secondo Pro Bowl in carriera.

## Palmarès
(2) Pro Bowl (2011, 2012)

## Statistiche
| Partite totali             | 137 |
| Partite totali da titolare | 112 |

Statistiche aggiornate alla stagione 2013